# Succisa
Succisa Haller, 1768 è un genere di piante erbacee della famiglia Caprifoliaceae.

## Tassonomia

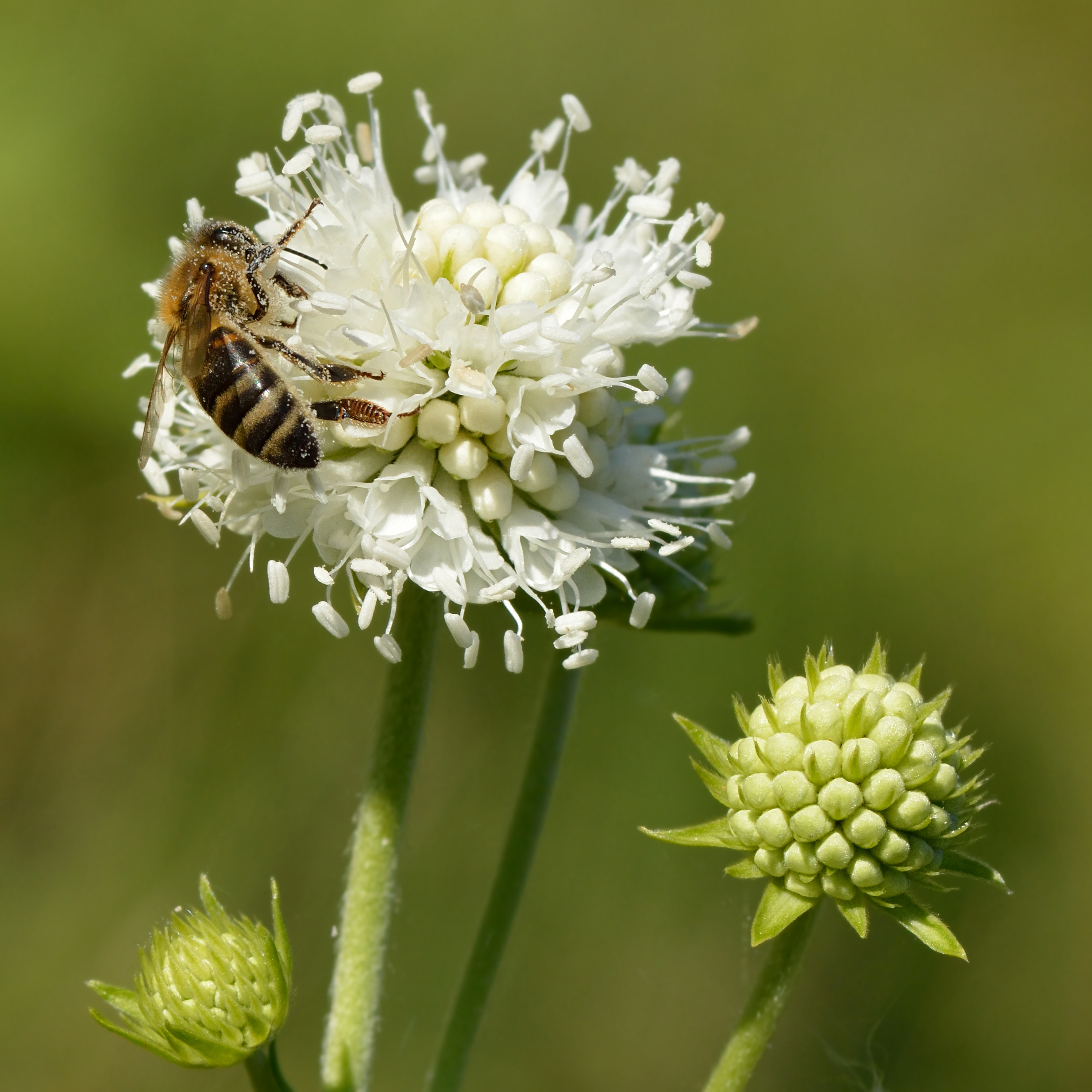
Succisa pratensis

Il genere comprende le seguenti specie:
- Succisa pinnatifida Lange
- Succisa pratensis Moench
- Succisa trichotocephala Baksay